# Добершау-Гаусиг

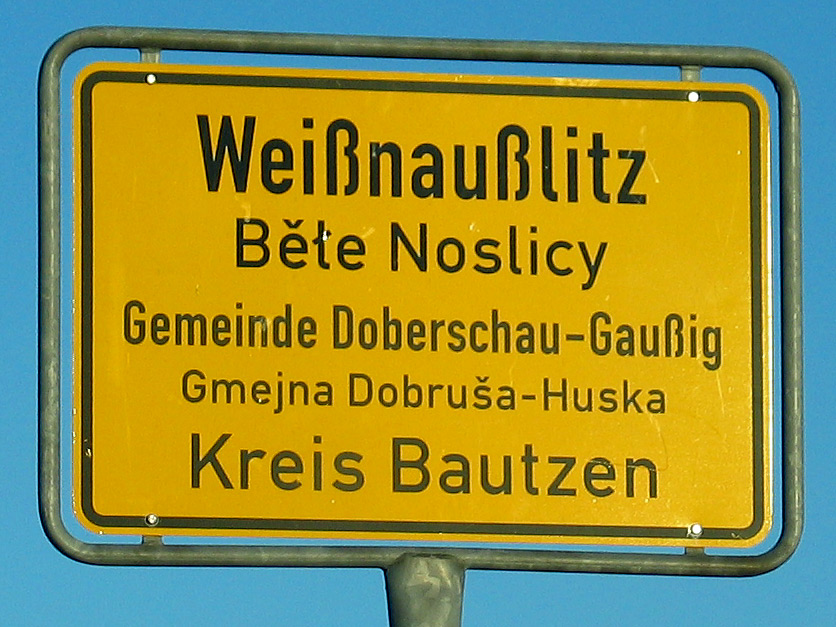
Дорожный указатель на немецком и верхнелужицком языках

Добершау-Гаусиг или До́бруша-Гу́ска (нем. Doberschau-Gaußig; в.-луж. Dobruša-Huska) — коммуна в Германии, в земле Саксония. Подчиняется административному округу Дрезден. Входит в состав района Баутцен. Население составляет 4417 человек (на 31 декабря 2010 года). Занимает площадь 40,48 км².
Входит в состав культурно-территориальной автономии «Лужицкая поселенческая область», на территории которой действуют законодательные акты земель Саксонии и Бранденбурга, содействующие сохранению лужицких языков и культуры лужичан. Официальным языком в населённом пункте, помимо немецкого, является лужицкий.

## Административное деление
Коммуна включает 21 сельских округов:
- Арнсдорф (Варночицы)
- Брёзанг (Брезынка)
- Вайснауслиц (Беле-Нослицы)
- Димен (Демяны)
- Добершау (Добруша)
- Драушковиц (Дружкецы)
- Дречен (Дречин)
- Гаусиг (Гуска)
- Гнашвиц (Гнашецы)
- Голенц (Гольца)
- Грубшюц (Грубельчицы)
- Гюнтерсдорф (Гунчерицы)
- Качвиц (Кочица)
- Коссерн (Косарня)
- Наундорф (Нова-Вес)
- Ной-Димен (Нове-Демяны)
- Ной-Драушковиц (Нове-Дружкецы)
- Пройшвиц (Пшишецы)
- Техриц (Чехорецы)
- Шлюнгвиц (Слонкецы)
- Цоккау (Цоков)